# 2014年度叱咤樂壇流行榜頒獎典禮得獎名單
2014年度叱咤樂壇流行榜頒獎典禮由香港商業電台舉辦，MANHATTAN id 信用卡 呈獻，於2015年1月1日晚上八時在灣仔香港會議展覽中心 Hall 5BC 舉行。本屆主題為「唱開去，毛管戙萬歲！」。結果大贏家為楊千嬅、容祖兒、謝安琪、許志安、張敬軒、林奕匡、C AllStar及RubberBand，各奪2獎。值得一提的是，RubberBand以群星名義奪得「我最喜愛的歌曲大獎」，成為繼張學友、黎明、陳奕迅、古巨基後，第五位達到「叱咤大滿貫」的歌手，亦是首隊組合達到「叱咤大滿貫」。

## 主題簡述
本屆頒獎典禮主題為「唱開去，毛管戙萬歲！」。旨在探討音樂的最基本，就是如何演繹及表達最真摰情感，觸動聽者心靈。主題海報以一個完全被厚身黑色毛髮掩蓋著的人為核心，並擺著奔放的姿勢置中在紅色襯黃色線條的放射性圖案背景上，象徵著音樂讓人感動從而達到毛管直豎的效果。

## 直播和轉播
無綫電視於本屆未有如以往多年作電視直播，一般相信因為撐起雨傘一曲獲奬之故。除叱咤903聲音直播外，樂迷可通過叱咤903網站my903.com及Hong Kong Toolbar手機應用程式觀看直播。而雷霆881在1月3日下午2時至4時半錄音轉播。

## 記者招待會
記者招待會於2014年11月12日舉行，為配合頒獎典禮主題，本屆記招有特別安排，當日分別在中午1時半、下午4時半及晚上8時遊走三個不同地方包括北角新光戲院、銅鑼灣希慎廣場及尖沙咀香港文化中心露天廣場，並分別邀請了不同歌手以街頭音樂會形式為頒獎典禮揭開序幕。

### 第一場
主持：少爺占、Donald

出席歌手：王菀之、張敬軒、許廷鏗、林欣彤、鄭俊弘、洪卓立、馮允謙、林奕匡、鍾舒漫、胡琳、小塵埃、若琪、顏培珊、SIS樂印姊妹、Super Girls、Supper Moment、Trekkerz
演唱曲目：
- 香港地（原唱：陈冠希）－鍾舒漫、洪卓立
- 高山低谷（原唱：林奕匡）－林奕匡、顏培珊、Trekkerz
- 這感覺－小塵埃
- 三人行（原唱：方大同）、分分鐘需要你（原唱：林子祥）－許廷鏗、鄭俊弘
- 山丘（原唱：李宗盛）－Supper Moment
- 被窩－胡琳
- 強（原唱：郭富城）－Super Girls
- 有夢就很好了－SIS樂印姊妹
- 青春常駐（原唱：張敬軒）－王菀之×好時辰（原唱：王菀之）－張敬軒

### 第二場
主持：梁文禮、麻利

出席歌手：許志安、衛蘭、官恩娜、連詩雅、方皓玟、盧巧音、林二汶、黃浩琳、小肥、李拾壹、Dear Jane、Fabel、Kolor、RubberBand
演唱曲目：
- Hero－RubberBand、小肥
- 高登歌－小肥
- 驚人－林二汶、李拾壹
- 小窩居－黃浩琳
- Life Is So Beautiful－方皓玟
- 愛在天地動搖時－衛蘭
- 生於憂患－Kolor
- Last Christmas－官恩娜、連诗雅、Dear Jane
- 一家一減你－許志安、Joey Tang

### 第三場
主持：森美、小儀、西瓜

出席歌手：謝安琪、薛凱琪、藍奕邦、羅力威、AGA、王梓軒、新青年理髮廳、Blaster、C AllStar、GoldEN、蔣卓嘉、J.Arie、MastaMic、 Yellow! 、YukiLovey
演唱曲目：
- Smile／Better Me－薛凱琪
- 獅子山下（原唱：羅文）－羅力威
- N 車－Blaster
- 敢動－新青年理髮廳
- Loser－MastaMic
- 找自己（原唱：陶喆）－蔣卓嘉、J.Arie
- Run－王梓軒
- 80後時代曲－C AllStar
- Imagine（原唱：John Lennon）－藍奕邦、AGA
- 青春頌（原唱：許廷鏗）× 光源（原唱：林欣彤）－謝安琪、goldEN

三場記者招待會實況分別在當日下午3時半、黃昏6時及晚上9時半於叱咤903全程錄音轉播。

## 「我最喜愛的」投票
本年度之「我最喜愛的男、女歌手、組合、歌曲」獎項經由 my903 認証會員透過my903.com、Hong Kong Toolbar（手機版/網上版）或「商台節目重溫」之手機應用程式進行投票。

### 「我最喜愛的男、女歌手、組合」投票
第一階段（2014年11月17日中午12時至11月24日中午12時）從本年度903專業推介曾上榜之男、女歌手、組合中選出最後五強，進入第二階段投票。
- 我最喜愛的男歌手（五強）：周柏豪、陳奕迅、張智霖、張敬軒、羅力威
- 我最喜愛的女歌手（五強）：何韻詩、吳雨霏、容祖兒、楊千嬅、謝安琪
- 我最喜愛的組合（五強）：C AllStar、Dear Jane、Mr.、RubberBand、Supper Moment

第二階段（2014年11月24日黃昏6時至12月1日中午12時）從最後五強中直接選出「我最喜愛的」獎項，結果於頒獎典禮當晚公佈。

### 「叱咤樂壇我最喜愛的歌曲大獎」投票
第三階段（2014年12月1日中午12時至12月5日中午12時）從本年度903專業推介所有曾上榜的歌曲中選出最後二十強，進入第四階段投票。
第四階段（2014年12月8日中午12時至12月15日中午12時）從最後二十強歌曲中一人一票選出最後十強，進入第五階段投票。
| 歌曲           | 歌手   | 歌曲       | 歌手       | 歌曲     | 歌手   | 歌曲           | 歌手   |
| -------------- | ------ | ---------- | ---------- | -------- | ------ | -------------- | ------ |
| 護航           | 許廷鏗 | 成長說明書 | RubberBand | 好時辰   | 王菀之 | 留不低         | 吳雨霏 |
| 分手總約在雨天 | 方皓玟 | 最後最後   | 薛凱琪     | 高山低谷 | 林奕匡 | 致少年時代     | 古巨基 |
| 流淚行勝利道   | 許志安 | 傳聞       | 周柏豪     | 天然呆   | 容祖兒 | 可以了         | 陳奕迅 |
| 撐起雨傘       | 群星   | 時日如飛   | C AllStar  | 熊貓     | 鄭俊弘 | 好不容易遇見愛 | 楊千嬅 |
| 獨家村         | 謝安琪 | 青春常駐   | 張敬軒     | 一       | AGA    | 少年遊         | 羅力威 |

第五階段（2014年12月22日中午12時至12月29日中午12時）從最後十強歌曲中一人一票選出最後五強，於頒獎典禮當晚由現場觀眾即場票選最終結果。

## 得獎名單

### 歌曲獎項

#### 叱咤樂壇至尊歌曲大獎
- 流淚行勝利道
  - 主唱：許志安
  - 作曲：Larry Wong
  - 填詞：周耀輝
  - 編曲：Larry Wong
  - 監製：舒　文

#### 專業推介．叱十大
| 排名   | 歌曲           | 主唱   | 作曲                | 填詞   | 編曲                | 監製                        |
| ------ | -------------- | ------ | ------------------- | ------ | ------------------- | --------------------------- |
| 第二位 | 青春常駐       | 張敬軒 | 張敬軒、Johnny Yim  | 黃偉文 | Johnny Yim          | 張敬軒、Johnny Yim          |
| 第三位 | 一             | AGA    | AGA                 | 林若寧 | Johnny Yim          | 舒 文                       |
| 第四位 | 樂觀           | 容祖兒 | 五輪真弓            | 黃偉文 | 何秉舜              | 黃偉文、何秉舜、舒 文       |
| 第五位 | 好不容易遇見愛 | 楊千嬅 | Eric Kwok、張子堅   | 林 夕  | 張子堅              | Eric Kwok                   |
| 第六位 | 獨家村         | 謝安琪 | Christopher Chak    | 林 夕  | Ted Lo              | Alvin Leong                 |
| 第七位 | 豔羨           | 吳雨霏 | Kelvin Avon、韓桂英 | 周耀輝 | Kelvin Avon         | Kelvin Avon、恭碩良、林憶蓮 |
| 第八位 | 無朋友         | 李克勤 | Eric Kwok           | 黃偉文 | 張子堅              | Eric Kwok                   |
| 第九位 | 分手總約在雨天 | 方皓玟 | 方皓玟              | 方皓玟 | 伍仲衡              | 許創基、Edmond Tsang        |
| 第十位 | 高山低谷       | 林奕匡 | 林奕匡              | 陳詠謙 | Edward Chan、黃兆銘 | Edward Chan                 |

以下所有以粗體顯示的歌名，代表該歌曲為叱咤903專業推介冠軍作品。

### 唱片獎項

#### 叱咤樂壇至尊唱片大獎
- 《Frank》
  - 歌手：RubberBand
  - 唱片監製：RubberBand
    - 上榜歌曲：坦白、放、前面尚有一萬里、成長說明書、We Are One
    - 演繹作品：成長說明書

### 幕後獎項

#### 叱咤樂壇作曲人大獎
- Eric Kwok
  - 上榜作品：Iron Man、逆轉、無名氏、新天地、好不容易遇見愛、留不低、無朋友

#### 叱咤樂壇填詞人大獎
- 陳詠謙
  - 上榜作品：逆來順受、光源、副作用、讓我們走下去、最卑微的願望、SuperStar、夫目前飯、日落日出、圍圈、頌讚詩、一直一直、幸福車站、眼淚極黑、Goodman、逆轉、只要和你在一起、異能、鎂光燈下、傳聞、著襪浸溫泉、震、Come On、小孩、家書、自由意志、獨活、同行、高山低谷

#### 叱咤樂壇編曲人大獎
- Johnny Yim
  - 上榜作品：最卑微的願望、少年遊、戒心、愛怎說起、家書、高登歌、登對、男人的歌、潮流、彩虹橋、一、青春常駐

#### 叱咤樂壇監製大獎
- 舒文
  - 上榜作品：色惑、圍圈、肋骨、時間開的玩笑、夫目前飯、水星逆行、副作用、一加一、說明書、一釐米、只要和你在一起、勇者的浪漫、Come On、我杯茶、內有愛犬、彩虹橋、著襪浸溫泉、死去活來、潮流、食物鏈、一、Bang Bang Bang、致少年時代、樂觀、流淚行勝利道、誰、獨活、來生舞

### 歌手獎項

#### 叱咤樂壇生力軍
- 金獎：SIS樂印姊妹
  - 上榜歌曲：有夢就很好了、520、愛phone了
  - 演繹歌曲：有夢就很好了
- 銀獎：蔣卓嘉
  - 上榜歌曲：我的夢、希望你會記得、大說謊家編織的世界
- 銅獎：鄭俊弘
  - 上榜歌曲：無名氏、熊貓

#### 叱咤樂壇男歌手
- 金獎：周柏豪
  - 上榜歌曲：異能、傳聞、小孩、現在已夜深、還記得、日落日出、同行、自由意志
  - 演繹歌曲：自由意志
- 銀獎：許志安
  - 上榜歌曲：你是你、如初、新天地、流淚行勝利道
- 銅獎：陳奕迅
  - 上榜歌曲：娛樂天空、你給我聽好、可以了

#### 叱咤樂壇女歌手
- 金獎：楊千嬅[1]
  - 上榜歌曲：色惑、來生舞、好不容易遇見愛
  - 演繹歌曲：來生舞
- 銀獎：容祖兒
  - 上榜歌曲：我杯茶、布穀鳥大反擊、共你痴痴愛在、讓我們走下去、愛情也有生命、天然呆、樂觀
- 銅獎：薛凱琪
  - 上榜歌曲：Contagious、一直一直、宮若梅、弗洛蒙、最後最後

#### 叱咤樂壇組合
- 金獎：RubberBand
  - 上榜歌曲：坦白、放、前面尚有一萬里、語言藝術、你和我、瞬間看地球、成長說明書、We Are One
  - 演繹歌曲：你和我
- 銀獎：C AllStar
  - 上榜歌曲：惺惺相惜、星海、家書、城惶城恐、SuperStar、時日如飛
- 銅獎：Dear Jane
  - 上榜歌曲：一去不返、約翰與洋子、Stand Up

#### 叱咤樂壇唱作人
- 金獎：王菀之
  - 唱作作品：Shower Song、我們他們、天堂有路、好時辰
  - 演繹歌曲：好時辰
- 銀獎：林奕匡
  - 唱作作品：Goodman、頌讚詩、高山低谷
- 銅獎：方大同
  - 唱作作品：小方、危險世界、特別的人

### 我最喜愛的獎項

#### 叱咤樂壇我最喜愛的歌曲大獎
- 撐起雨傘
  - 主唱：群星
  - 作曲：Pan
  - 填詞：Pan、林 夕
  - 編曲：馮翰銘
  - 監製：何韻詩、黃耀明、馮翰銘、何秉舜

| 編號 | 歌曲         | 歌手   | 票數（A區） | 票數（B區） | 票數（C區） | 票數（D區） | 總票數 |
| ---- | ------------ | ------ | ----------- | ----------- | ----------- | ----------- | ------ |
| A    | 一           | AGA    | 207         | 216         | 193         | 199         | 815    |
| B    | 青春常駐     | 張敬軒 | 281         | 288         | 265         | 288         | 1122   |
| C    | 流淚行勝利道 | 許志安 | 146         | 163         | 191         | 186         | 686    |
| D    | 撐起雨傘     | 群星   | 834         | 706         | 598         | 749         | 2887   |
| E    | 獨家村       | 謝安琪 | 143         | 127         | 134         | 138         | 542    |

#### 叱咤樂壇我最喜愛的男歌手
- 張敬軒
  - 最後五強：周柏豪、陳奕迅、張智霖、張敬軒、羅力威

#### 叱咤樂壇我最喜愛的女歌手
- 謝安琪
  - 最後五強：何韻詩、吳雨霏、容祖兒、楊千嬅、謝安琪

#### 叱咤樂壇我最喜愛的組合
- C AllStar
  - 最後五強：C AllStar、Dear Jane、Mr.、RubberBand、Supper Moment

## 外部連結
- 2014年度叱咤樂壇流行榜頒獎典禮官方網站，my903.com